# Aizoanthemum mossamedense
Aizoanthemum mossamedense är en isörtsväxtart som först beskrevs av Friedrich Welwitsch och Daniel Oliver, och fick sitt nu gällande namn av Hans Christian Friedrich. Aizoanthemum mossamedense ingår i släktet Aizoanthemum och familjen isörtsväxter. Inga underarter finns listade i Catalogue of Life.